# Einville-au-Jard
Einville-au-Jard är en kommun i departementet Meurthe-et-Moselle i regionen Grand Est (tidigare regionen Lorraine) i nordöstra Frankrike. Kommunen ligger i kantonen Lunéville-Nord som tillhör arrondissementet Lunéville. År 2022 hade Einville-au-Jard 1 062 invånare.

## Befolkningsutveckling
Antalet invånare i kommunen Einville-au-Jard
| Referens: INSEE |